# Baron Portal of Hungerford

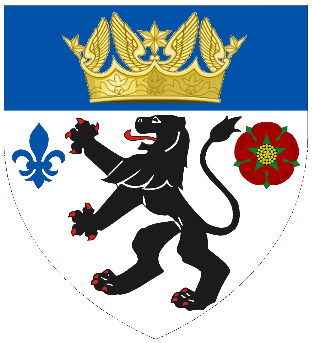
Wappen der Barone Portal of Hungerford

Baron Portal of Hungerford, of Hungerford in the County of Berkshire, war ein erblicher britischer Adelstitel in der Peerage of the United Kingdom.

## Verleihung und Geschichte des Titels
Der Titel wurde am 17. September 1945 für Sir Charles Portal geschaffen, anlässlich seines Ausscheidens aus dem Amt des Chief of the Air Staff. Der Titel wurde mit dem besonderen Zusatz verliehen, dass er in Ermangelung männlicher Nachkommen auch an seine ältere Tochter Rosemary und deren männliche Nachkommen vererbbar sei. Am 28. Januar 1946 wurde er zudem zum Viscount Portal of Hungerford, of Hungerford in the County of Berkshire, erhoben, ohne besondere Zusätze.
Da er keine Söhne hinterließ, fiel die Baronie bei seinem Tod am 22. April 1971 entsprechend an seine Tochter als 2. Baroness, während die Viscountcy erlosch. Die Baroness starb 1990 unverheiratet und kinderlos, so dass schließlich auch die Baronie erlosch.

## Liste der Barone Portal of Hungerford (1945)
- Charles Portal, 1. Viscount Portal of Hungerford, 1. Baron Portal of Hungerford (1893–1971)
- Rosemary Portal, 2. Baroness Portal of Hungerford (1923–1990)